# Костурска византийска баня
Костурска византийска баня (на гръцки: Βυζαντινό Λουτρό της Καστοριάς) е средновековна обществена баня, в южномакедонския град Костур, Гърция.

## Местоположение
Банята е разположена в северната традиционна махала Позери (Апозари), в двора между Малковата и Дзодзовата къща.

## Описание
Представлява малка сграда, изградена с камъни и тухли. Дълга е 7 m, широка 6 m и с височина на купола 5 m. Вътрешните пространства са три: помещение за изпотяване; основното помещение на банята и пещите (praefurnium). Една от камерите е покрита с купол, а другата със сводест купол. Зидарията е претърпяла последователни операции по поддръжка. Състои се от каменна зидария, редуваща се с ленти от тухли и подсилена с дървени връзки. Тя датира от началото на годините на османското владичество и е един от малкото примери за частна баня в Северна Гърция.
В 1983 година банята е обявена за паметник на културата.